# Brite Futures
Brite Futures (первоначально Natalie Portman’s Shaved Head, также известны как NPSH) — американская инди-рок/электронная группа из Сиэтла, Вашингтон. Дебютный альбом был выпущен в июле 2008 года, а в 2012 году Brite Futures распались.

## История
Natalie Portman’s Shaved Head была создана Люком Смитом (Luke Smith) и Шоуном Либманом (Shaun Libman), которые встретились во время посещения The Center School — подготовительной школе при гуманитарном колледже в Сиэтле. Их ранняя работа была основана на клавишных и драм-машине, потому что эти двое умели играть в то время только на данных инструментах. Решение о создании Natalie Portman’s Shaved Head было принято ими в фуд-корте башни Space Needle в 2005 году. Название группы связано с появлением актрисы Натали Портман (Natalie Portman) с бритой головой в фильме «V — значит вендетта» (V — значит вендетта). Смит и Либман сначала писали песни для Natalie Portman’s Shaved Head про «фруктовые салаты и вечеринки». Музыканты заявили, что причиной создания группы стало желание найти подружек.
Состав группы расширился до четырёх участников после первого публичного выступления на большом открытии писательского центра 826 Сиэтл (826 Seattle) и Гринвудской компании снабжения космических путешествий (Greenwood Space Travel Supply Company Company). Они пригласили в группу своих друзей Дэвида Прайса (David Price) и Клэр Ингланд (Claire England), а позднее Лайэма Дауни младшего из другой группы, найденной на MySpace. Смит обычно писал музыку для группы, а после сочинял тексты вместе с Либманом. Группа поместила Натали Портман в список гостей всех своих шоу, но актриса пока не посетила ни одного их выступления. Портман, однако, знает о существовании группы. Сестра Ингланд, жительница Нью-Йорка, однажды встретив актрису, поведала ей историю группы, и та подписала автограф для них, сказав в ответ «О, это круто». Соответственно Смит и группа, общаясь с людьми на MySpace, говорят, что как ни странно, но Натали Портман нет в составе группы.

## Glistening Pleasure. 2008 презентация альбома
Дебютный альбом Natalie Portman’s Shaved Head’s Glistening Pleasure был издан на Team Swan Records 15 июля 2008 года. Вечеринка по поводу релиза состоялась на Easy Street Records в пригороде Сиэтла Queen Anne. Позднее группа отправилась в международный тур с CSS, Matt & Kim и The Go! Team. Natalie Portman’s Shaved Head начали работу над своим новым альбомом. В 2009 году Natalie Portman’s Shaved Head были на разогреве у Лили Аллен (Lily Allen), сопровождая её в североамериканском туре.
Keely Weiss из журнала Aced magazine охарактеризовал музыку альбома Glistening Pleasure как напоминающую о группе Devo и как «невообразимый сплав электроники/техно/фанка/панка». Их музыка была охарактеризована Amy Atkins как пробуждающая звуки музыки 1980-х и как «завораживающий танцевальный электро-поп». Michael Roberts из Westword назвал их звучание «нарочито вечериночной музыкой» с «очень легкомысленной, но всё же в итоге серьёзной точкой зрения». Соответственно, Смит говорит: «Мы стараемся собрать воедино множество всевозможных мелодий и придать им противоположный исходному стиль».

## Участники группы
- Шоун Либман (Shaun Libman) — вокал, маракас, подтанцовка, бубен, трещотка.
- Люк Смит (Luke Smith) — вокал, гитара, клавиши, драм-программирование, трещотка
- Дэвид Прайс (David Price) — клавиши, гитара, вокал, трещотка
- Клэр Ингланд (Claire England) — бас-клавиши, бас, вокал, трещотка
- Лайэм Дауни младший (Liam Downey, Jr.) — живые барабаны, 808-я трещотка, devil lock

## Дискография
- Glistening Pleasure (2008)
- Meet Hot Singles EP (2009)
- Glistening Pleasure 2.0 (2010)
- Dark Past (2011)
- When the Lights Go Out (2012)